# 小山内美江子
小山内 美江子（おさない みえこ、1930年〈昭和5年〉1月8日 - 2024年〈令和6年〉5月2日）は、日本の脚本家。代表作には『3年B組金八先生』シリーズ、『マー姉ちゃん』、『本日も晴天なり』、『徳川家康』、『翔ぶが如く』などがある。本名：笹平 美江子（ささひら みえこ）。長男は俳優の利重剛。

## 来歴・人物
1930年に神奈川県横浜市鶴見区に生まれ、学校法人総持学園鶴見高等女学校卒業。15歳の時に終戦を迎えたが、空襲により家業の問屋が焼失し、通学していた女学校も校舎が焼け總持寺で授業を受けた。この時の体験が後の金八で15歳を描く際の原点であるという。
高校卒業後の1951年、元々は映画監督を志望していたが、当時は"女性では監督は無理だ"と言われていたため、撮影現場で監督の隣にいられるスクリプターとして10年間働いた。東京スクリプター協会に所属していた24,5歳の頃、助監督をしていた深作欣二と出会う。深作の一期上の近藤照男、二期下の佐藤純彌を含めた4人はウマが合うので、時々集まっていた。監督を目指す男性と結婚し、長男出産の後に脚本家に転じた。初めて脚本を手がけたのは、1962年2月10日放送の『テレビ指定席』枠『残りの幸福』（NHK）である。1962年7月31日には、長男の剛を無事に出産したが、それを区切りとして離婚し、シングルマザーとなる。
その後、現在に至るまでに多くの作品を世に送っている。手がけた作品の中には、教育や子育てへの思いを込めたものがあり、『3年B組金八先生』をはじめ誤算シリーズ（『親と子の誤算』『父母の誤算』）などのテレビドラマによって、教育界でも知られるようになった。
また、かつてアクション、特撮ものも何本か執筆している。特撮の第一人者ともいわれた円谷英二が設立した円谷特技プロダクション（現在の株式会社円谷プロダクション）の初めての作品である『ウルトラQ』では企画段階から打ち合わせに参加していた。怪獣や空想設定のキャラクターが一切登場しない話「あけてくれ!」を執筆するが、その後『ウルトラQ』が怪獣路線へと転向したため担当を外れた。
1990年、湾岸戦争の直前にヨルダン・ハシェミット王国への支援に参加し、難民キャンプでボランティア活動を行う。1993年には教育困難な国で学校建設の活動を行う特定非営利活動法人JHP・学校をつくる会を設立するなど、国際協力活動も行っている。
1995年度の日本女性放送者懇談会賞を受賞する。
2004年10月現在、特定非営利活動法人JHP・学校をつくる会代表理事のほかに、社団法人日本シナリオ作家協会理事、特定非営利活動法人日本子どもNPOセンター理事、社会福祉法人NHK厚生文化事業団理事（非常勤）、熱海国際交流協会会長なども務めている。
2005年1月に、25年にわたって『金八先生』の脚本を務めてきたが、第7シリーズの第11話以降から降板したと発表されている。それに関連して、自身の『金八先生』への思いをつづった『さようなら私の金八先生』（講談社）を出版した。
2023年7月6日、直江喜一のツイッターに小山内の近影がアップされた。
2024年5月2日に老衰のため死去。94歳没。同月10日に自身のホームページで小山内の訃報を発表した息子の利重剛によれば、小山内の遺志により葬儀は家族のみで執り行われ、納骨は京都市の常寂光寺 にある女の碑（志縁廟）に合祀されるとのこと。

## 人物
- 「マガジン9条」発起人となった[11]。
- 2007年、『週刊文春』誌上で病気は罹っているが、脚本執筆に支障はなく、TBSによって一方的に「更迭」されたと主張した。また、自身の降板後の『金八先生』第7シリーズの展開に関して「非現実的」と批判し、金八シリーズは「もうやらないほうがいい」と話している[12]。その後、TBS側と和解し、2007年秋から第8シリーズが放送された[13]。
- 長男で俳優の利重剛は、母が脚本を担当した『徳川家康』では豊臣秀頼役、『金八先生』第6シリーズでは患者の相談に乗る医師役で出演している。
- 日本ペンクラブ会員。

## エピソード
- 執筆した『ウルトラQ』第28話は、内容が難解との理由で急遽別番組（『ウルトラマン前夜祭』）に変更され、本放送では放送されなかった。この第28話は、翌年のシリーズ再放送時（下記放送日）が初放送となり、理由は不明だが、入れ替えられ第24話として放送された。
- 『帰ってきたウルトラマン』に登場した宇宙人名は脚本では決まっていなかったが、プロデューサーの熊谷健が小山内の本名からササヒラーと命名した[14][2]。しかし放送後、姪が怪獣扱いされてからかわれ、兄嫁から怒られたという[2]。
- 1979年7月1日（第17回）から同年9月4日（第24回）まで江利チエミに代わってでテレビ朝日のクイズ番組・『象印クイズ ヒントでピント』の2代目女性軍キャプテンを務めていた。
- 2004年に闘病しながら『3年B組金八先生』第7シリーズの脚本を執筆していた際には、「ほとんど命がけ」という心境だっただけに、放送開始前に「金八バラエティ」「似て非なる金八まがい」[15]が放送されていたのには衝撃を受け、TBSに対する不信感が募ったという[16]。
- 『3年B組金八先生』や『愛がわたしを』など、多数の作品でTBSの柳井満プロデューサーと組んだ。しかし後年に月刊誌で、柳井によって『金八先生』は「乗っとられにあっています」と行き違いがあったことも発言している[17]。
- 『金八先生』に主演している武田鉄矢は、「『週刊文春』の記事に書いてあることは、すべて真実です」として、TBSのスタッフと小山内との「行き違いはもう10年以上前、88年の第3シリーズくらいから、ことあるごとにずーっと続いていました」「小山内先生のお気持ちもよーくわかります」と話している[18]。
- 黒柳徹子、西田敏行、山田洋次らと共に「平和のための戦争展」（日本中国友好協会主催）の呼びかけ人になっている[19][20]。

## 執筆作品
太字はメインライター
- テレビ指定席 残りの幸福（NHK、1962年2月10日）[1][21]
- 特別機動捜査隊第126話『天使の乳房』（NET〈現・テレビ朝日〉、1964年3月25日）、第178話『奇妙な女』（1965年3月24日）
- 青空に叫ぼう（NET、1967年～1968年）
- ウルトラQ第28話『あけてくれ!』（TBS、1967年12月14日）
- キイハンター（TBS、1968年～1973年）
- 炎の青春（TBS、1969年）
- 蘭の殺人（日本テレビ、1970年）
- 帰ってきたウルトラマン第48話「地球頂きます!』（TBS、1972年3月10日）
- 姫君捕物控（日本テレビ、1972年）
- 燃える兄弟（TBS、1972年～1973年）
- アイフル大作戦（TBS、1973年4月14日～1974年5月4日）
- 恐怖劇場アンバランス第2、6話（フジテレビ系列局、1973年[22]）
- 無宿侍第9話『恋慕娘無残』（フジテレビ、1973年12月1日）
- 白い滑走路第1、3話(TBS、1974年)
- ライオン奥様劇場妻の過去（フジテレビ、1974年11月～1975年1月）
- バーディ大作戦（TBS、1974年5月11日～1975年5月17日）
- Gメン'75第2話『散歩する囚人護送車』（TBS、1975年5月31日）
- 加奈子（TBS、1975年）
- いごこち満点（TBS、1976年）
- おゆき（TBS、1977年）
- 愛がわたしを（TBS、1978年）
- 早筆右三郎（NHK、1978年）
- 連続テレビ小説（NHK）
  - マー姉ちゃん（1979年4月～9月）
  - 本日も晴天なり（1981年10月～1982年4月）
- 3年B組金八先生（TBS）
  - 第1シリーズ（1979年～1980年）
  - 第2シリーズ（1980年～1981年）
  - 第3シリーズ（1988年）
  - 第4シリーズ（1995年～1996年）
  - 第5シリーズ（1999年～2000年）
  - 第6シリーズ（2001年～2002年）
  - 第7シリーズ（前半）（2004年）
- もうひとつの道（NHK、1980年）
- 東芝日曜劇場 ああ禁煙（TBS、1980年）
- 父母の誤算（TBS、1981年）
- 親と子の誤算（TBS、1982年）
- 大河ドラマ（NHK）
  - 徳川家康（1983年）原作 - 山岡荘八
  - 翔ぶが如く（1990年）原作 - 司馬遼太郎
- 離婚・ぼくんちの場合（TBS、1983年）
- 花の吉原 雪の旅（TBS、1984年）
- 無邪気な関係（TBS、1984年）
- 風にむかってマイウェイ（TBS、1984年）原作 - 干刈あがた
- 雨ふりお月さん 私に日本語下さい（NHK、1984年10月27日）原作 - 太田知恵子
- 黒いドレスの女（日本テレビ、1985年）原作 - ジョセフ・ラッセル
- 華やかな誤算（TBS、1985年）
- 主夫物語（NHK、1986年）
- 新春ドラマスペシャル森繁久彌の七人の孫（TBS、1987年）
- みんなマドンナ（日本テレビ、1987年）
- 十九歳（NHK、1989年）
- ザ・校則（テレビ朝日、1989年）
- 拝啓、男たちへ（TBS、1992年）原作 - 池部良
- みなとみらいヨコハマ（TBS、1992年）
- 泣きたいほどの淋しさに（北海道文化放送、1992年）
- HOTELスペシャル'93秋　姉さん信じられません！(TBS、1993年)
- おれはO型・牡羊座（日本テレビ、1994年）

## 受賞歴
- 1996年 - 第8回ザテレビジョンドラマアカデミー賞 脚本賞（『3年B組金八先生』）[23]
- 2001年 - エイボン女性大賞[1]、橋田寿賀子賞[1]、菊島隆三賞[1]
- 2002年 - 第26回山路ふみ子福祉賞[1]、赤い靴児童文学賞[1]
- 2003年 - 尾崎咢堂賞[1]、カンボジア王国黄帯賞[1]
- 2006年 - モニサラポン勲章大綬章[1]
- 2007年 - 第56回横浜文化賞[1]
- 2008年 - 毎日国際交流賞[1]

## 著書

### 単著
- 『青空に叫ぼう』青樹社, 1967
- 『母と子の旅 東海道自然歩道を行く』サイマル出版会, 1973
- 『加奈子』旺文社, 1975-76　のち集英社文庫
- 『すばらしき遭難』（1977年　旺文社）
- 『おゆき 上』ティビーエス・ブリタニカ、1977年7月1日。
- 『おゆき 下』ティビーエス・ブリタニカ、1977年8月10日。
- 『早筆右三郎』上巻、日本放送出版協会, 1978.4
- 『愛がわたしを』集英社, 1978.7 のち文庫
- 『親と子と : 裁かれる明日』集英社、1979年7月16日。のち文庫
- 『十五歳の愛 3年B組金八先生』高校生文化研究会, 1980.1 のち角川文庫
- 『飛べよ、鳩 3年B組金八先生』高校生文化研究会, 1980.12 のち高文研,角川文庫
- 『いのちの春 3年B組金八先生』高校生文化研究会, 1980.4 のち角川文庫
- 『小山内美江子の本 1』労働旬報社、1980年9月20日。
- 『小山内美江子の本 2』労働旬報社、1980年10月3日。
- 『本日も晴天なり 上』日本放送出版協会、1981年10月10日。
- 『本日も晴天なり 下』日本放送出版協会、1982年1月20日。
- 『風の吹く道 3年B組金八先生』高校生文化研究会, 1981.2 のち角川文庫
- 『3年B組金八先生 旅立ちの朝』高文研、1981　のち角川文庫
- 『青春の坂道 3年B組金八先生』高校生文化研究会, 1982.11
- 『水色の明日 3年B組金八先生』高校生文化研究会, 1983.10
- 『21世紀を生きる君たちへ 日本の明日を考える』（1984年　岩波ジュニア新書）
- 『小山内美江子の本 3』労働旬報社、1985年7月5日。
- 『フレンドシップ物語 愛のホームステイ』集英社、1985年7月25日。
- 『あおげば尊しほうき星 ドキュメント・わが母』旺文社、1986年5月29日。
- 『そして幕があがった 上』毎日新聞社、1986年6月30日。
- 『そして幕があがった 下』毎日新聞社、1986年6月30日。
- 『翔ぶが如く NHKテレビ・シナリオ 幕末編』全3巻　日本放送出版協会, 1989-90
- 『愛のポケット 3年B組金八先生』高文研, 1989.3
- 『友よ、泣くな 3年B組金八先生』高文研, 1989.3
- 『さびしい天使 3年B組金八先生』高文研, 1989.4
- 『アンネ=フランク』(少年少女伝記文学館 伊勢英子画. 講談社, 1989.6 のち青い鳥文庫『アンネ・フランク物語』平澤朋子 絵
- 『ヨルダン難民救援への旅』（1991年　岩波ジュニア新書）
- 『母と子の旅立ち - 新しいふれあいを求めて』（1992年　集英社文庫）
- 『外国人労働者と私たち』（1992年、労働旬報社）
- 『それぞれの老いじたく』（1994年、家の光協会）
- 『朝焼けの合唱 3年B組金八先生』高文研, 1995.12
- 『フットワーク軽くボランティア』（1995年、家の光協会）
- 『風のドア』（1995年、朝日新聞社）
- 『金八語録』角川書店, 1996.3 のちザ・テレビジョン文庫
- 『僕は逃げない 3年B組金八先生』高文研, 1996.3
- 『春を呼ぶ声 3年B組金八先生』高文研, 1996.3
- 『3年B組金八先生道は遠くとも』高文研, 1998.4
- 『メコンに輝け桜小学校  草の根ボランティア奮闘記』（1999年、佼成出版社）
- 『できることからはじめよう-ハナコと太郎のボランティア青春記』（1999年、講談社）
- 『壊れた学級 (3年B組金八先生)』高文研, 1999.11
- 『哀しみの仮面 3年B組金八先生』高文研, 2000.2
- 『金八語録 2』角川書店, 2000.3 のちザ・テレビジョン文庫
- 『冬空に舞う鳥 3年B組金八先生』高文研, 2000.3
- 『風光る朝に (3年B組金八先生)』高文研, 2000.6
- 『風にゆらぐ炎 (3年B組金八先生)』高文研, 2001.11
- 『星の落ちた夜 (3年B組金八先生)』高文研, 2002.1
- 『金八語録 3』角川書店, 2002.3
- 『砕け散る秘密 (3年B組金八先生)』高文研, 2002.3
- 『荒野に立つ虹 (3年B組金八先生)』高文研, 2002.5
- 『「ボス」と慕われた教師 学校づくりは石狩で、カンボジアで』（2003年、岩波書店）
- 『「赤い靴」の女たち』（2003年、集英社be文庫）
- 『光と影の祭り (3年B組金八先生)』高文研, 2005.1
- 『友達のきずな (3年B組金八先生)』高文研, 2005.3
- 『さようなら私の金八先生 25年目の卒業』（2005年、講談社）
- 『我が人生、筋書き無し』かまくら春秋社, 2012.11
- 『人生は還暦から! 終活なんてまだまだ早い!』ヨシモトブックス, 2018.10

### 共編著
- 『早筆右三郎』下巻　土橋成男・柴英三郎共著　日本放送出版協会、1978
- 利重剛『離婚・ぼくんちの場合 : シナリオ+ドキュメント』リブロポート、1983年5月9日。
- 『平和いつまでも』海老名香葉子,香川京子共著. 平和・民主主義・革新統一をすすめる全国懇話会, 1994.4
- 『カンボジアから大震災神戸へ 抱きしめて若者』編著（1996年、労働旬報社）
- 『日本の名随筆 家出』（1996年、作品社）〈編著〉
- 『司馬遼太郎の流儀 その人と文学』鶴見俊輔、出久根達郎、半藤一利共著. 日本放送出版協会, 2001.2